# 1. division (Eishockey) 1982/83
Die Saison 1982/83 war die 26. Spielzeit der 1. division, der höchsten dänischen Eishockeyspielklasse. Meister wurden zum insgesamt zweiten Mal in der Vereinsgeschichte die Rødovre Mighty Bulls. Die Frederikshavn White Hawks stiegen in die zweite Liga ab.

## Modus
In der Hauptrunde absolvierte jede der acht Mannschaften insgesamt 28 Spiele. Die vier bestplatzierten Mannschaften qualifizierten sich für die Playoffs, in denen der Meister ausgespielt wurde. Für einen Sieg erhielt jede Mannschaft zwei Punkte, bei einem Unentschieden gab es einen Punkt und bei einer Niederlage null Punkte.

## Hauptrunde
|    | Klub                      | Sp | S  | U | N  | T   | GT  | Punkte |
| -- | ------------------------- | -- | -- | - | -- | --- | --- | ------ |
| 1. | Rødovre Mighty Bulls      | 28 | 19 | 3 | 6  | 134 | 92  | 41     |
| 2. | Herlev Hornets            | 28 | 18 | 2 | 8  | 167 | 129 | 38     |
| 3. | AaB Ishockey              | 28 | 17 | 2 | 9  | 142 | 101 | 36     |
| 4. | Rungsted IK               | 28 | 16 | 3 | 9  | 138 | 110 | 35     |
| 5. | Vojens IK                 | 28 | 14 | 2 | 12 | 124 | 104 | 30     |
| 6. | Hellerup IK               | 28 | 9  | 0 | 19 | 125 | 160 | 18     |
| 7. | Frederikshavn White Hawks | 28 | 6  | 3 | 19 | 100 | 168 | 15     |
| 8. | KSF Kopenhagen            | 28 | 4  | 3 | 21 | 75  | 141 | 11     |

Sp = Spiele, S = Siege, U = unentschieden, N = Niederlagen, T = Tore, GT = Gegentore

## Playoffs
In den Playoffs setzten sich die Rødovre Mighty Bulls durch und wurden Meister.